# Campionato mondiale di hockey su ghiaccio 1959
Il 26º Campionato mondiale di hockey su ghiaccio, valido anche come 37º campionato europeo di hockey su ghiaccio, si tenne nel periodo fra il 5 e il 15 marzo 1959 in Cecoslovacchia, a celebrazione dei cinquanta anni di hockey su ghiaccio nel paese. Questa fu il quarto campionato mondiale organizzato dopo le edizioni del 1933, del 1938 e del 1947. Nell'organizzazione dell'evento furono coinvolte ben sette città, la capitale Praga, Bratislava, Brno, Ostrava, Mladá Boleslav, Kladno e Kolín.
Al via si presentarono dodici squadre, suddivise in tre gironi da quattro squadre ciascuno. Le prime due classificate di ciascun raggruppamento andarono a disputare il girone all'italiana valido per l'assegnazione delle medaglie, mentre le altre sei squadre eliminate disputarono un girone di consolazione.
La vittoria andò per il secondo anno consecutivo al Canada, la quale si impose nello scontro diretto contro l'Unione Sovietica, mentre al terzo posto giunse la squadra ospitante, la Cecoslovacchia, grazie al minor numero di gol subiti rispetto agli Stati Uniti. Da notare la presenza simultanea di entrambe le squadre nazionali della Germania.
A margine dell'evento iridato per la sesta volta si disputo il cosiddetto Mondiale B, antenato del Campionato mondiale di Prima Divisione, a cui presero parte tre squadre europee di secondo livello, oltre ad una selezione giovanile cecoslovacca che fu esclusa dalla classifica finale. Si disputò in un girone unico a Plzeň e fu vinto dalla Romania.

## Campionato mondiale

### Gironi preliminari

#### Gruppo A
| Bratislava 5 marzo 1959, ore 15:00 | Cecoslovacchia | 9 – 0 (3-0; 2-0; 4-0) | Svizzera |  |

| Bratislava 5 marzo 1959, ore 20:00 | Canada | 9 – 0 (4-0; 3-0; 2-0) | Polonia |  |

| Bratislava 6 marzo 1959, ore 15:00 | Canada | 23 – 0 (10-0; 4-0; 9-0) | Svizzera |  |

| Bratislava 6 marzo 1959, ore 20:00 | Cecoslovacchia | 13 – 1 (5-0; 3-0; 5-1) | Polonia |  |

| Bratislava 7 marzo 1959, ore 13:00 | Polonia | 3 – 8 (1-4; 1-2; 1-2) | Svizzera |  |

| Bratislava 7 marzo 1959, ore 17:30 | Cecoslovacchia | 2 – 7 (0-1; 0-6; 2-0) | Canada |  |

| Pos. |                | PG | V | N | P | GF | GS | DR  | Pt |
| 1.   | Canada         | 3  | 3 | 0 | 0 | 39 | 2  | +37 | 6  |
| 2.   | Cecoslovacchia | 3  | 2 | 0 | 1 | 24 | 8  | +16 | 4  |
| 3.   | Svizzera       | 3  | 1 | 0 | 2 | 8  | 35 | -27 | 2  |
| 4.   | Polonia        | 3  | 0 | 0 | 3 | 4  | 30 | -26 | 0  |

#### Gruppo B
| Brno 5 marzo 1959, ore 15:00 | Unione Sovietica | 6 – 1 (2-0; 2-1; 2-0) | Germania Est | Za Lužánkami |

| Brno 5 marzo 1959, ore 20:00 | Stati Uniti | 10 – 3 (3-0; 3-1; 4-2) | Norvegia | Za Lužánkami |

| Brno 6 marzo 1959, ore 15:00 | Stati Uniti | 9 – 2 (3-0; 3-1; 3-1) | Germania Est | Za Lužánkami |

| Brno 6 marzo 1959, ore 20:00 | Unione Sovietica | 13 – 1 (7-1; 3-0; 3-0) | Norvegia | Za Lužánkami |

| Brno 7 marzo 1959, ore 13:00 | Norvegia | 6 – 3 (2-2; 3-0; 1-1) | Germania Est | Za Lužánkami |

| Brno 7 marzo 1959, ore 17:30 | Unione Sovietica | 5 – 3 (1-1; 1-1; 3-1) | Stati Uniti | Za Lužánkami |

| Pos. |                  | PG | V | N | P | GF | GS | DR  | Pt |
| 1.   | Unione Sovietica | 3  | 3 | 0 | 0 | 24 | 5  | +19 | 6  |
| 2.   | Stati Uniti      | 3  | 2 | 0 | 1 | 22 | 10 | +12 | 4  |
| 3.   | Norvegia         | 3  | 1 | 0 | 2 | 10 | 26 | -16 | 2  |
| 4.   | Germania Est     | 3  | 0 | 0 | 3 | 6  | 21 | -15 | 0  |

#### Gruppo C
| Ostrava 5 marzo 1959, ore 15:00 | Svezia | 11 – 0 (3-0; 4-0; 4-0) | Italia | Hrabůvka |

| Ostrava 5 marzo 1959, ore 20:00 | Finlandia | 5 – 3 (0-0; 1-2; 4-1) | Germania Ovest | Hrabůvka |

| Ostrava 6 marzo 1959, ore 15:00 | Germania Ovest | 7 – 2 (4-1; 1-0; 2-1) | Italia | Hrabůvka |

| Ostrava 6 marzo 1959, ore 20:00 | Svezia | 4 – 4 (2-1; 2-1; 0-2) | Finlandia | Hrabůvka |

| Ostrava 7 marzo 1959, ore 13:00 | Italia | 5 – 4 (2-1; 1-0; 2-3) | Finlandia | Hrabůvka |

| Ostrava 7 marzo 1959, ore 17:00 | Svezia | 6 – 1 (0-0; 2-1; 4-0) | Germania Ovest | Hrabůvka |

| Pos. |                | PG | V | N | P | GF | GS | DR  | Pt |
| 1.   | Svezia         | 3  | 2 | 1 | 0 | 21 | 5  | +16 | 5  |
| 2.   | Finlandia      | 3  | 1 | 1 | 1 | 13 | 12 | +1  | 3  |
| 3.   | Germania Ovest | 3  | 1 | 0 | 2 | 11 | 13 | -2  | 2  |
| 4.   | Italia         | 3  | 1 | 0 | 2 | 7  | 22 | -15 | 2  |

### Girone di consolazione
| Kladno 9 marzo 1959, ore 17:30 | Germania Est | 5 – 1 (3-1; 1-0; 1-0) | Polonia |  |

| Mladá Boleslav 9 marzo 1959, ore 17:30 | Norvegia | 4 – 4 (1-2; 1-1; 2-1) | Svizzera |  |

| Kolín 9 marzo 1959, ore 17:30 | Germania Ovest | 2 – 2 (0-0; 0-2; 2-0) | Italia |  |

| Kladno 10 marzo 1959, ore 17:30 | Norvegia | 4 – 3 (1-3; 2-0; 1-0) | Italia |  |

| Mladá Boleslav 10 marzo 1959, ore 17:30 | Germania Ovest | 5 – 3 (1-1; 2-0; 2-2) | Polonia |  |

| Kolín 10 marzo 1959, ore 17:30 | Germania Est | 6 – 2 (2-1; 2-0; 2-1) | Svizzera |  |

| Kladno 11 marzo 1959, ore 17:30 | Germania Ovest | 8 – 0 (2-0; 4-0; 2-0) | Germania Est |  |

| Mladá Boleslav 11 marzo 1959, ore 17:30 | Italia | 4 – 1 (0-0; 3-0; 1-1) | Svizzera |  |

| Kolín 11 marzo 1959, ore 17:30 | Norvegia | 4 – 3 (2-2; 1-0; 1-1) | Polonia |  |

| Kladno 13 marzo 1959, ore 17:30 | Germania Est | 8 – 6 (3-3; 3-3; 2-0) | Italia |  |

| Mladá Boleslav 13 marzo 1959, ore 17:30 | Germania Ovest | 9 – 4 (3-2; 3-1; 3-1) | Norvegia |  |

| Kolín 13 marzo 1959, ore 17:30 | Polonia | 2 – 1 (0-1; 1-0; 1-0) | Svizzera |  |

| Kladno 14 marzo 1959, ore 17:30 | Germania Ovest | 6 – 0 (2-0; 2-0; 2-0) | Svizzera |  |

| Mladá Boleslav 14 marzo 1959, ore 17:30 | Italia | 5 – 2 (0-1; 2-1; 3-0) | Polonia |  |

| Kolín 14 marzo 1959, ore 17:30 | Norvegia | 4 – 1 (1-0; 2-0; 1-1) | Germania Est |  |

| Pos. |                | PG | V | N | P | GF | GS | DR  | Pt |
| 7.   | Germania Ovest | 5  | 4 | 1 | 0 | 30 | 9  | +21 | 9  |
| 8.   | Norvegia       | 5  | 3 | 1 | 1 | 20 | 20 | 0   | 7  |
| 9.   | Germania Est   | 5  | 3 | 0 | 2 | 20 | 21 | -1  | 6  |
| 10.  | Italia         | 5  | 2 | 1 | 2 | 20 | 17 | +3  | 5  |
| 11.  | Polonia        | 5  | 1 | 0 | 4 | 11 | 20 | -9  | 2  |
| 12.  | Svizzera       | 5  | 0 | 1 | 4 | 8  | 22 | -14 | 1  |

### Girone finale
| Praga 9 marzo 1959, ore 10:00 | Canada | 6 – 0 (3-0; 1-0; 2-0) | Finlandia | Zimní stadion Štvanice |

| Praga 9 marzo 1959, ore 15:00 | Unione Sovietica | 5 – 1 (1-0; 1-0; 3-1) | Stati Uniti | Zimní stadion Štvanice |

| Praga 9 marzo 1959, ore 20:00 | Cecoslovacchia | 4 – 1 (3-0; 0-1; 1-0) | Svezia | Zimní stadion Štvanice |

| Praga 10 marzo 1959, ore 15:00 | Cecoslovacchia | 8 – 2 (3-1; 3-0; 2-1) | Finlandia | Zimní stadion Štvanice |

| Praga 10 marzo 1959, ore 20:00 | Stati Uniti | 7 – 1 (2-0; 3-0; 2-1) | Svezia | Zimní stadion Štvanice |

| Praga 11 marzo 1959, ore 15:00 | Stati Uniti | 10 – 3 (5-2; 2-0; 3-1) | Finlandia | Zimní stadion Štvanice |

| Praga 11 marzo 1959, ore 20:00 | Canada | 3 – 1 (2-0; 0-0; 1-1) | Unione Sovietica | Zimní stadion Štvanice |

| Praga 12 marzo 1959, ore 15:00 | Canada | 5 – 0 (1-0; 2-0; 2-0) | Svezia | Zimní stadion Štvanice |

| Praga 12 marzo 1959, ore 20:00 | Cecoslovacchia | 3 – 4 (1-2; 2-0; 0-2) | Unione Sovietica | Zimní stadion Štvanice |

| Praga 13 marzo 1959, ore 15:00 | Svezia | 2 – 1 (2-0; 0-1; 0-0) | Finlandia | Zimní stadion Štvanice |

| Praga 13 marzo 1959, ore 20:00 | Cecoslovacchia | 2 – 4 (0-1; 1-3; 1-0) | Stati Uniti | Zimní stadion Štvanice |

| Praga 14 marzo 1959, ore 15:00 | Unione Sovietica | 6 – 1 (4-0; 0-1; 2-0) | Finlandia | Zimní stadion Štvanice |

| Praga 14 marzo 1959, ore 20:00 | Canada | 4 – 1 (1-0; 1-0; 2-1) | Stati Uniti | Zimní stadion Štvanice |

| Praga 15 marzo 1959, ore 10:00 | Unione Sovietica | 4 – 2 (0-2; 2-0; 2-0) | Svezia | Zimní stadion Štvanice |

| Praga 15 marzo 1959, ore 15:00 | Cecoslovacchia | 5 – 3 (2-0; 1-1; 2-2) | Canada | Zimní stadion Štvanice |

| Pos. |                  | PG | V | N | P | GF | GS | DR  | Pt |
| 1.   | Canada           | 5  | 4 | 0 | 1 | 21 | 7  | +14 | 8  |
| 2.   | Unione Sovietica | 5  | 4 | 0 | 1 | 20 | 10 | +10 | 8  |
| 3.   | Cecoslovacchia   | 5  | 3 | 0 | 2 | 22 | 14 | +8  | 6  |
| 4.   | Stati Uniti      | 5  | 3 | 0 | 2 | 23 | 15 | +8  | 6  |
| 5.   | Svezia           | 5  | 1 | 0 | 4 | 6  | 21 | -15 | 2  |
| 6.   | Finlandia        | 5  | 0 | 0 | 5 | 7  | 32 | -25 | 0  |

### Graduatoria finale
| Pos | Squadra          |
| --- | ---------------- |
|     | Canada           |
|     | Unione Sovietica |
|     | Cecoslovacchia   |
| 4   | Stati Uniti      |
| 5   | Svezia           |
| 6   | Finlandia        |
| 7   | Germania Ovest   |
| 8   | Norvegia         |
| 9   | Germania Est     |
| 10  | Italia           |
| 11  | Polonia          |
| 12  | Svizzera         |

| Campione del mondo di hockey su ghiaccio 1959 |
| Canada 18º titolo                             |

| Pos | Squadra          | Formazione |
| --- | ---------------- | --- |
|     | Canada           | Gordon Bell, Marv Edwards, Jean Lamirande, Floyd Crawford, Al Dewsbury, Moe Benoit, Ike Hildebrand, Barton Bradley, Barton Brown, Lou Smrke, John McLellan, Peter Conacher, Denis Boucher, Gordon Berenson, George Gosselin, Jean Paul Paytte, Jones                                             |
|     | Unione Sovietica | Nikolaj Pučkov, Evgenij Ërkin, Nikolaj Sologubov, Ivan Tregubov, Genrich Sidorenko, Dimitrij Ukolov, Nikolaj Snetkov, Konstantin Loktev, Veniamin Aleksandrov, Jurij Pantjuchov, Jurij Krylov, Aleksej Guryšev, Viktor Prjažnikov, Igor' Dekonskij, Evgenij Grošev, Viktor Jakušev, Jurij Baulin |
|     | Cecoslovacchia   | Vladimír Nadrchal, Jiří Kulíček, Karel Gut, František Tikal, Rudolf Potsch, Stanislav Bacílek, Jan Kasper, Ján Starší, Karol Fako, Miroslav Vlach, Jaroslav Volf, Jozef Golonka, Jaroslav Jiřík, Bohumil Prošek, František Vaněk, Josef Černý, Miroslav Rys                                      |

### Riconoscimenti
Riconoscimenti individuali
| Premio             | Giocatore      |
| ------------------ | -------------- |
| Miglior portiere   | Nikolaj Pučkov |
| Miglior difensore  | Jean Lamirande |
| Miglior attaccante | Robert Cleary  |

### Campionato europeo
Il torneo fu valido anche per il 37º campionato europeo e venne utilizzata la graduatoria finale del campionato mondiale per determinare le posizioni del torneo continentale; la vittoria andò per la quinta volta all'Unione Sovietica, giunta seconda al mondiale.
| Pos | Squadra          |
| --- | ---------------- |
|     | Unione Sovietica |
|     | Cecoslovacchia   |
|     | Svezia           |
| 4   | Finlandia        |
| 5   | Germania Ovest   |
| 6   | Norvegia         |
| 7   | Germania Est     |
| 8   | Italia           |
| 9   | Polonia          |
| 10  | Svizzera         |

## Campionato mondiale Gruppo B
| Plzeň 5 marzo 1959, ore 19:30 | Ungheria | 3 – 2 (2-0; 1-0; 0-2) | Austria |  |

| Plzeň 6 marzo 1959, ore 17:30 | Cecoslovacchia | 3 – 0 (1-0; 1-0; 1-1) | Romania |  |

| Plzeň 7 marzo 1959, ore 20:00 | Romania | 5 – 2 (1-0; 1-0; 3-2) | Austria |  |

| Plzeň 8 marzo 1959, ore 19:30 | Cecoslovacchia | 7 – 1 (1-0; 1-1; 5-0) | Austria |  |

| Plzeň 9 marzo 1959, ore 17:30 | Cecoslovacchia | 19 – 2 (6-0; 9-2; 4-0) | Ungheria |  |

| Plzeň 10 marzo 1959, ore 17:30 | Romania | 7 – 2 (0-1; 5-0; 2-1) | Ungheria |  |

| Pos. |                  | PG | V | N | P | GF | GS | DR  | Pt |
| NC.  | Cecoslovacchia-B | 3  | 3 | 0 | 0 | 27 | 3  | +24 | 6  |
| 1.   | Romania          | 3  | 2 | 0 | 1 | 12 | 7  | +5  | 4  |
| 2.   | Ungheria         | 3  | 1 | 0 | 2 | 7  | 26 | -19 | 2  |
| 3.   | Austria          | 3  | 0 | 0 | 3 | 5  | 15 | -10 | 0  |